# جندل (ولاية سكيكدة)
جندل سعدي محمد هي إحدى بلديات دائرة عزابة ولاية سكيكدة
توجد بهذه البلدية التي تعتبر من الأكبر مساحة في الولاية عدة مناطق زراعية بالدرجة الأولى وأخرى سياحية أهمها شواطئ قرباز الذهبية.
يعتبر جزء من البلدية محمية طبيعية دولية في اطار اتفاقية رامسار فهي منطقة رطبة متنوعة الغطائها النباتي وتحتوي العديد من الحيوانات البرية والطيور.
تعتبر الحوامض والكروم من أهم المحاصيل الزراعية بالبلدية إضافة إلى بعض الخضراوات.
و تفتخر جندل بمجاهديها وشهدائها الأبرار الذين حاربوا الاستعمار الفرنسي فهم رمز من رموز البلدية وفخرها الدائم.
حضيت البلدية في اطار البرنامج الخماسي الجديد للدولة الجزائرية ببعض المشاريع التنموية لكنها ضعيفة ولا تتماشى مع طموحات السكان.فرغم المؤهلات الطبيعة التي تمتلكها المنطقة تبقى البلدية تعاني العديد من المشاكل بسبب تقصير المسؤولين.